# Diplura macrura
Espèce
Synonymes
- Mygale macrura C. L. Koch, 1841
- Diplura bicolor Simon, 1889
- Linothele bicolor (Simon, 1889)
- Thalerothele uniformis Mello-Leitão, 1923
- Diplura uniformis (Mello-Leitão, 1923)
- Thalerothele minensis Mello-Leitão, 1926
- Thalerothele aurantiaca Mello-Leitão, 1943

Diplura macrura est une espèce d'araignées mygalomorphes de la famille des Dipluridae.

## Distribution
Cette espèce est endémique du Minas Gerais au Brésil,.

## Description
Le mâle décrit par Pedroso, Castanheira et Baptista en 2016 mesure 13,0 mm et la femelle 15,3 mm.

## Publication originale
- C. L. Koch, 1841 : Die Arachniden. Nürnberg, vol. 9, p. 1-56 (texte intégral).